# 那須文恵
那須 文恵（なす ふみえ、6月24日 - ）は、日本の女性声優。オフィス薫所属。静岡県出身。

## 略歴
オフィス薫附属声優養成所第4期卒業生。

## 人物
音域はアルト。方言は博多弁。
趣味はビリヤード、カラオケ。

## 出演

### テレビアニメ
- キャットドッグ
- ドラえもん（テレビ朝日版第2期）（媼）

### 吹き替え
- あの頃ペニー・レインと
- オルフェ（ジョアナ）
- グラディエーター
- 恋は嵐のように（サンディ）
- 恋はハッケヨイ!
- ゴールデンボーイ（アグネス）
- ザ・ソプラノズ 哀愁のマフィア
- ザ・プラクティス ボストン弁護士ファイル
- スパイ・ゲーム
- 聖書物語
- バフィー 〜恋する十字架〜
- ピンクの豹
- プロフェシー（アナウンサー）
- レリックハンター
- ワイルド・ソーンベリーズ